# HD 19736
HD 19736，又名BD+41 631，SAO 38635、HR 950，是一颗恒星，视星等为6.15，位于銀經148.87，銀緯-13.3，其B1900.0坐标为赤經3h 5m 33.1s，赤緯+41° -13.3′ 54″。